# كورسيليس ليه لينس
كورسيليس ليه لينس (بالفرنسية: Courcelles-lès-Lens)‏ هي بلدية تقع في إقليم باد كاليه من منطقة نور با دو كاليه في شمال فرنسا. تبلغ مساحة هذه المدينة 5.56 (كم²)، وترتفع عن سطح البحر 29 م، يبلغ عدد سكانها 6144 نسمة حسب إحصاء المعهد الوطني للإحصاء والدراسات الاقتصادية سنة 2009 م. وترأس Ernest Vendeville البلدية خلال فترة (2008-2014).